# Трирский собор

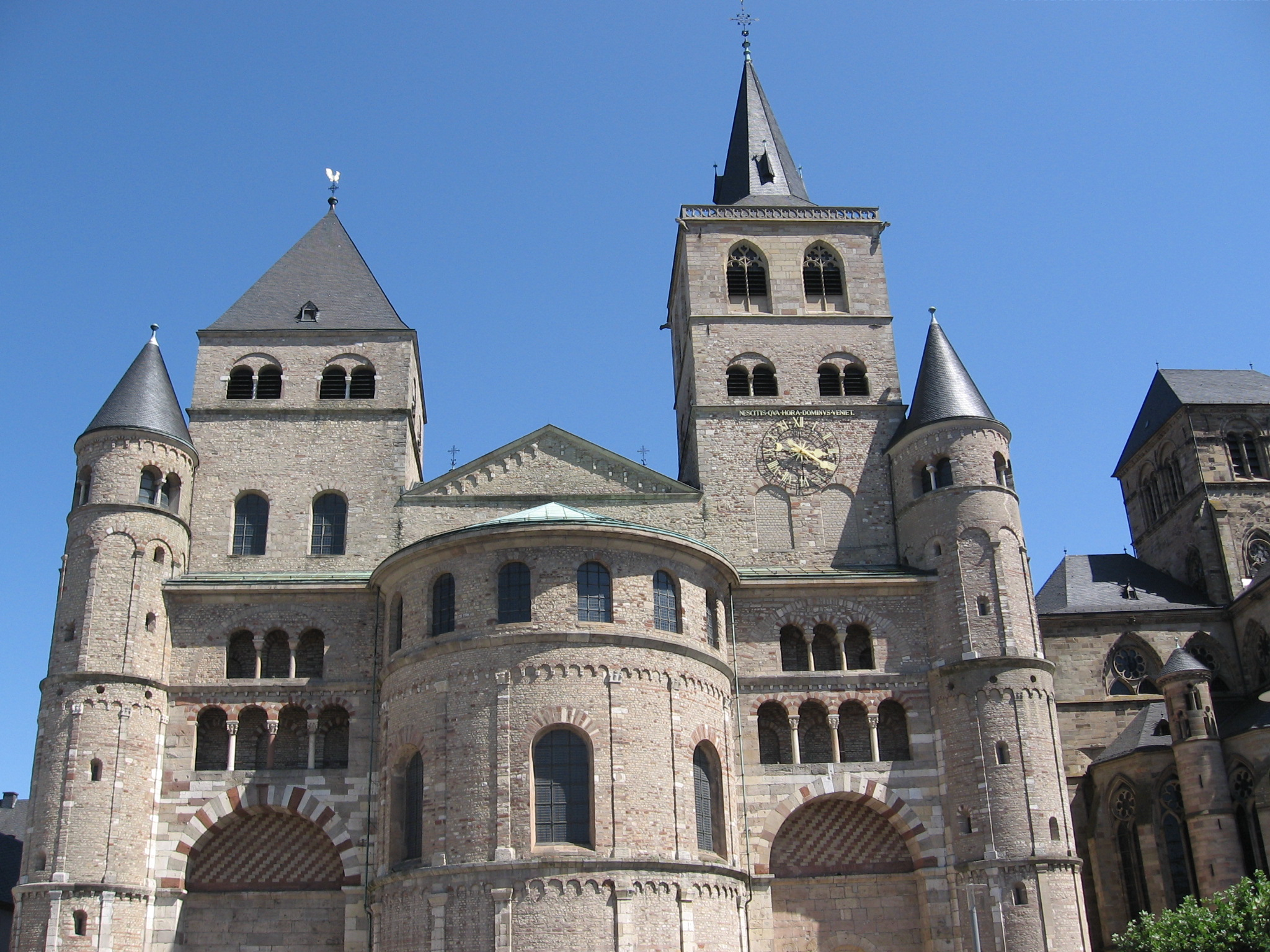
Кафедральный собор Св. Петра и церковь Богоматери в городе Трир

Трирский собор Святого Петра (нем. Trierer Dom) — собор города Трир (Рейнланд-Пфальц), кафедра архиепископа Трира, старейший по времени основания собор Германии.

## История строительства
Храм был заложен в 320-е гг по повелению императора Константина и начал строиться под руководством епископа Трира Максимина. В брошюре, изданной епископатом и духовенством Трирского собора, сообщается, что святая царица Елена «отдала часть своего дворца епископу Агритиусу» под церковь. Его размеры (112,5 м на 41 м) до сих пор являются крупнейшими среди церквей города. В 882 году норманны практически разрушили здание, но собор вновь был отстроен в романском стиле, полностью строительство было завершено к 1196 году.
Зимой 1944-1945 годов, собор, как и весь остальной город, был серьёзно повреждён в ходе боевых действий по захвату города войсками союзников. В период с 1960 по 1974 год, была проведена реставрация и реконструкция алтаря. 1 мая 1974 года, отреставрированный алтарь был вновь освящён.

## Интерьер
Изначально интерьер Трирского собора был довольно сумрачным, что в целом соответствовало романскому стилю, но в XVIII веке местным духовенством было принято решение добавить элементы барокко. В частности, был создан новый, пышно украшенный резьбой алтарь, а также покрытая рельефами алтарная преграда. Новые детали во внутреннем убранстве собора появлялись также в 1891-1910 годах. В 1974 году был установлен орган.

## Реликвии
Трирский собор является хранилищем христианских святынь. В алтаре хранится хитон Господень, в крипте находится мощевик с главой святой Елены, а в ризнице находятся часть цепи, которой был скован апостол Пётр, ремешок от сандалии святого Андрея Первозванного, а также частицы мощей святых праведных богоотцов Иоакима и Анны. Также в соборе захоронены некоторые епископы Трира.

## Культурно-историческая значимость
Трирский собор является одним из лучших образцов романской архитектуры.
С 1986 года Трирский собор включён в объект Всемирного наследия ЮНЕСКО «Древнеримские памятники, кафедральный собор Св. Петра и церковь Богоматери в городе Трир».

## Галерея

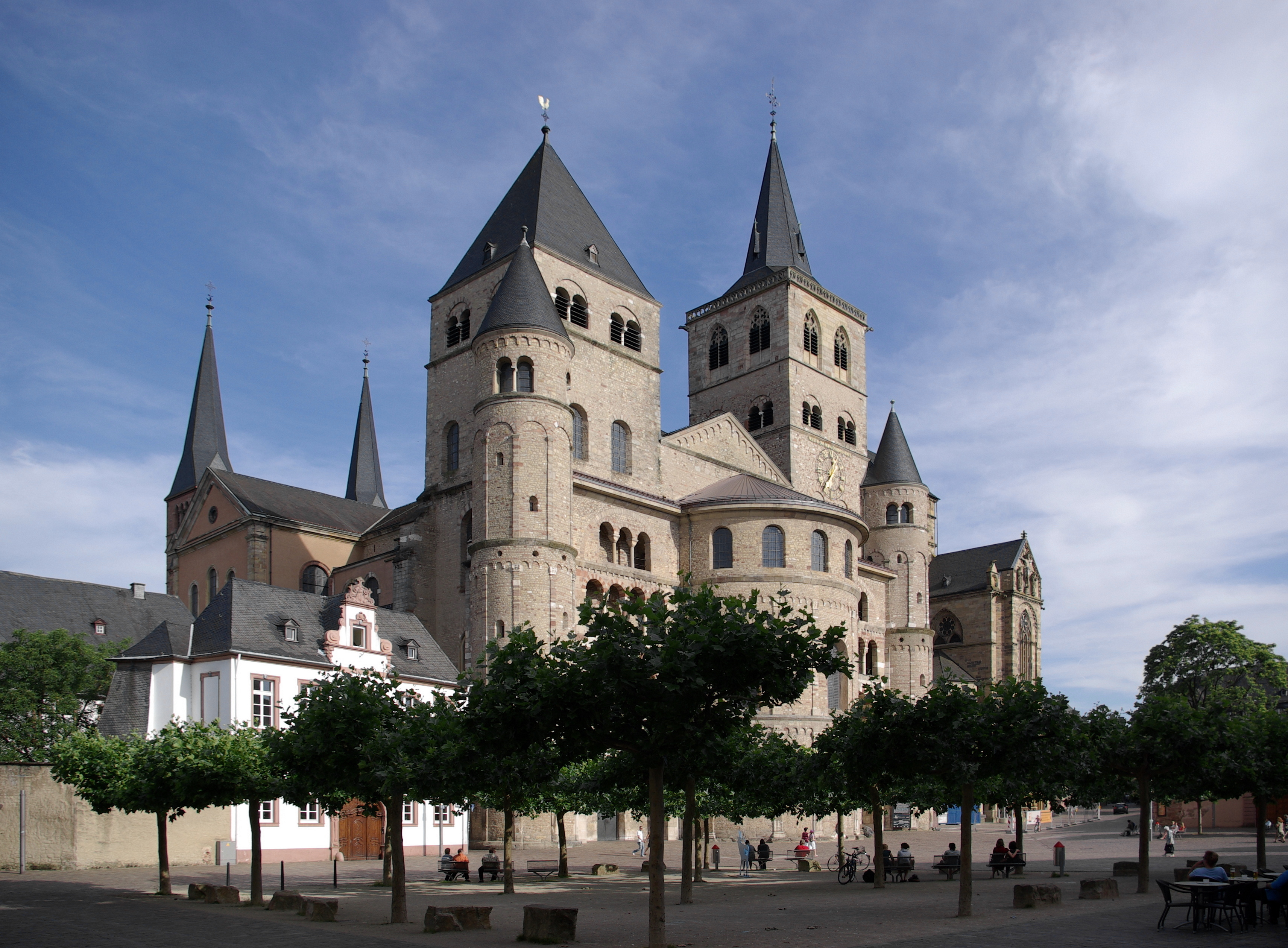
Западный фасад Трирского собора
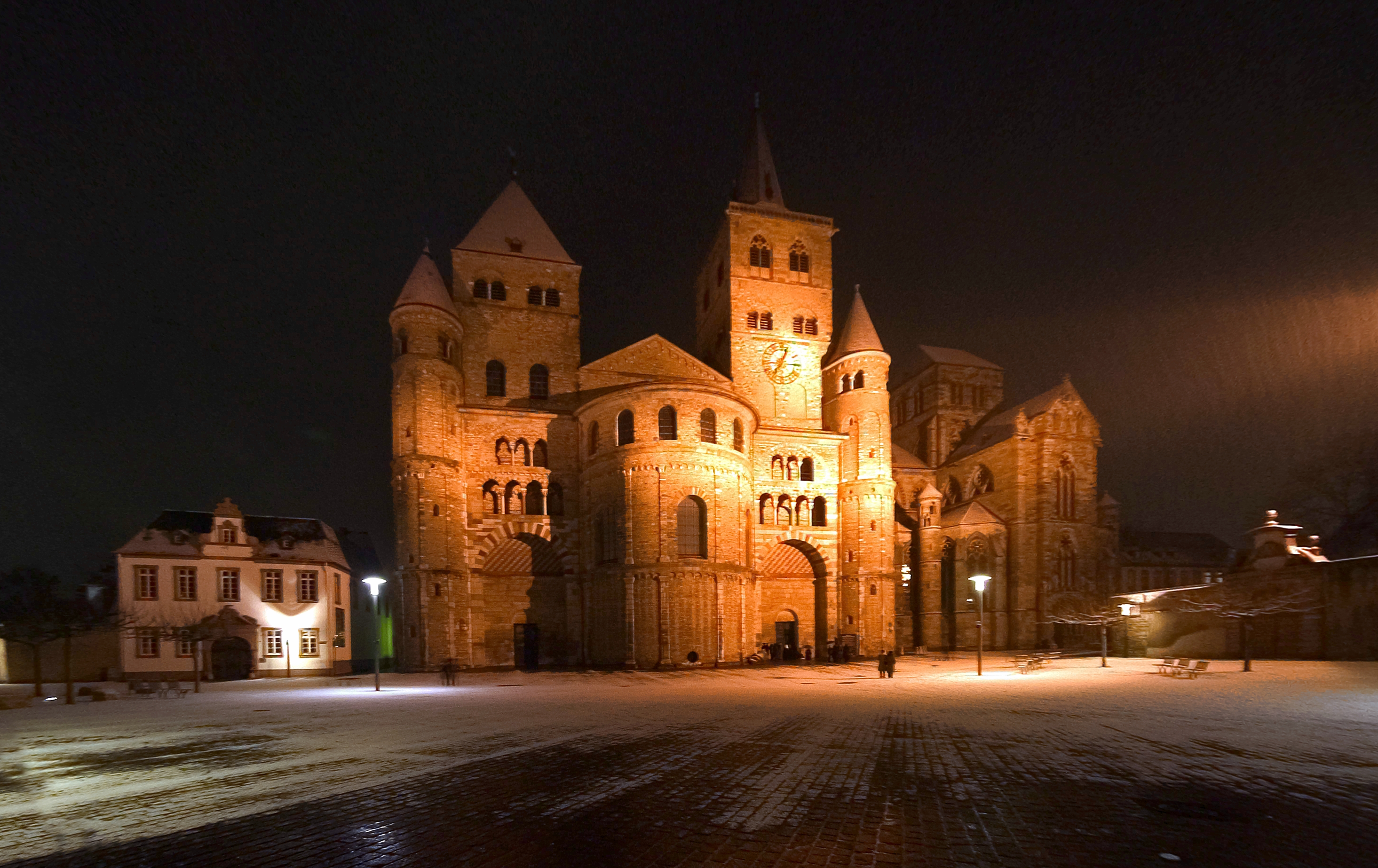
Трирский собор ночью
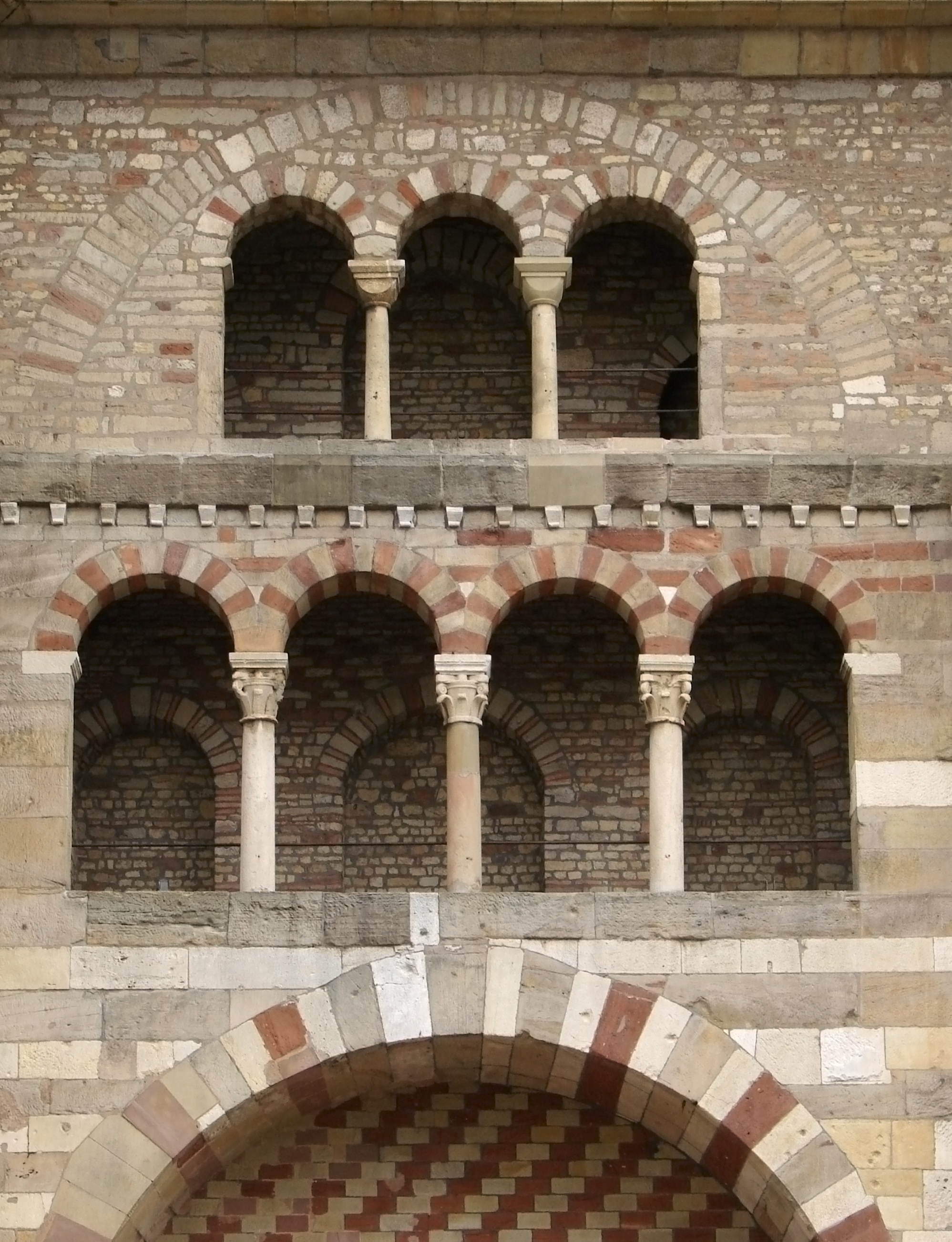
Деталь фасада
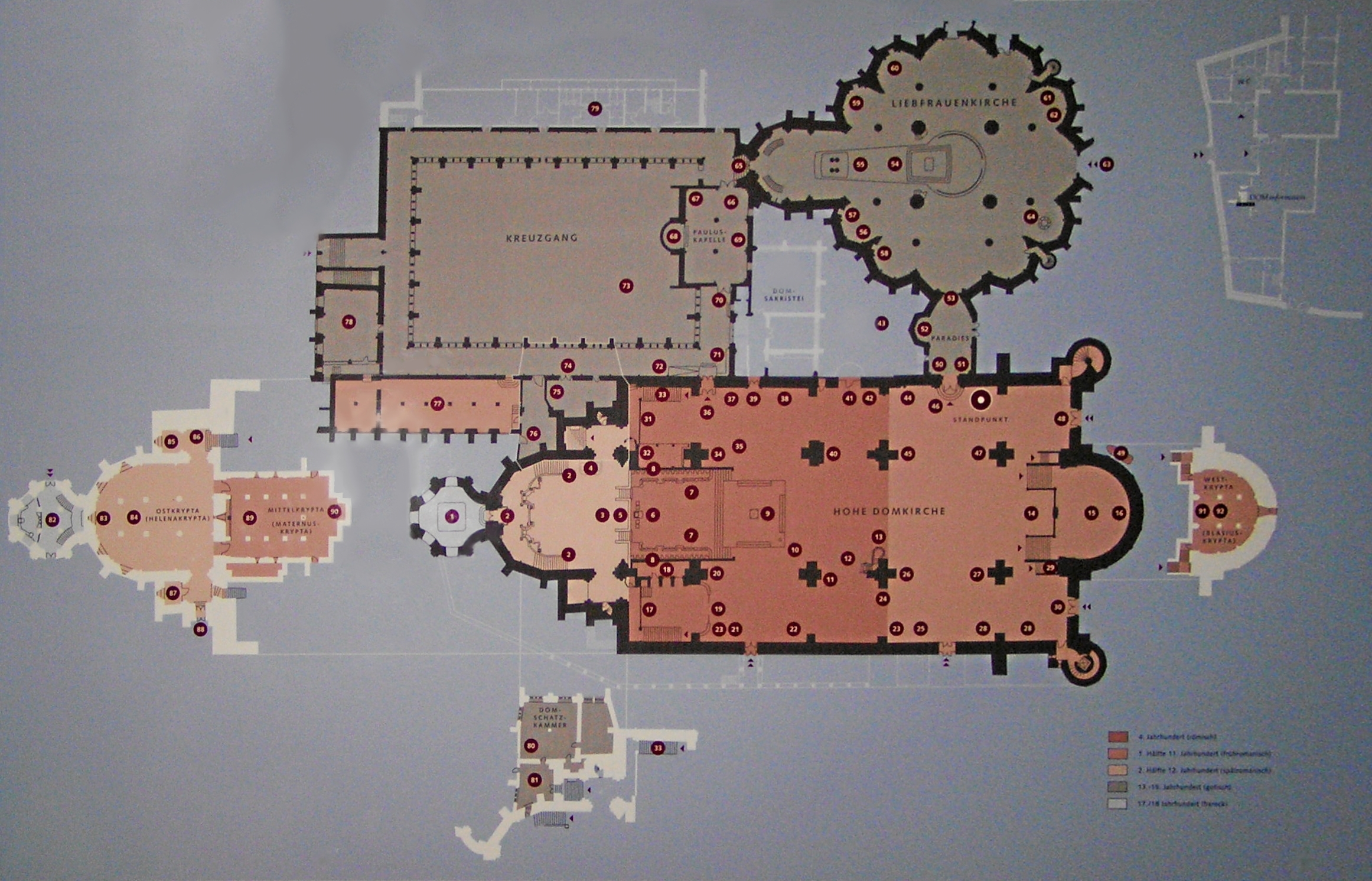
План Трирского собора
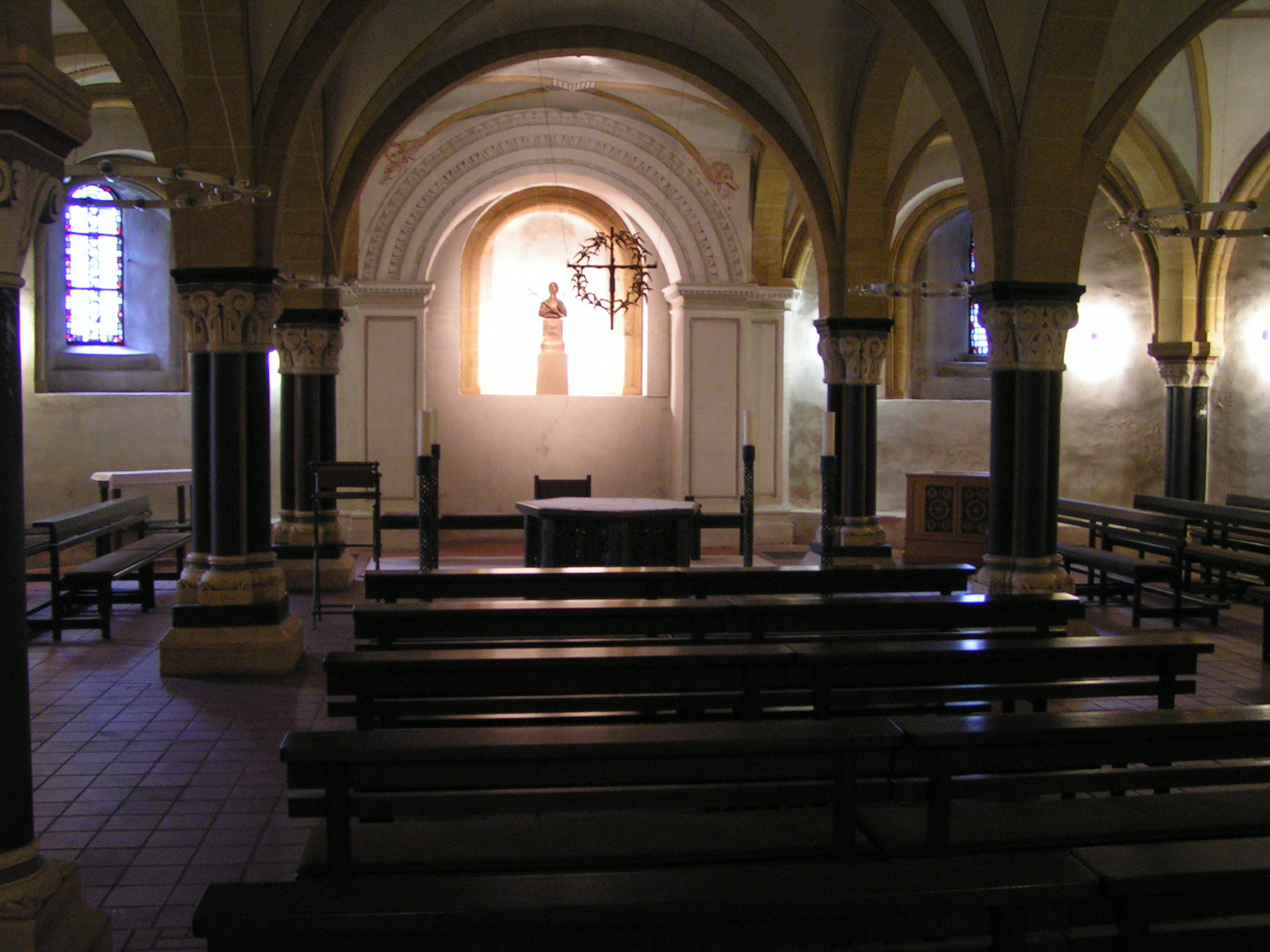
Интерьер Трирского собора
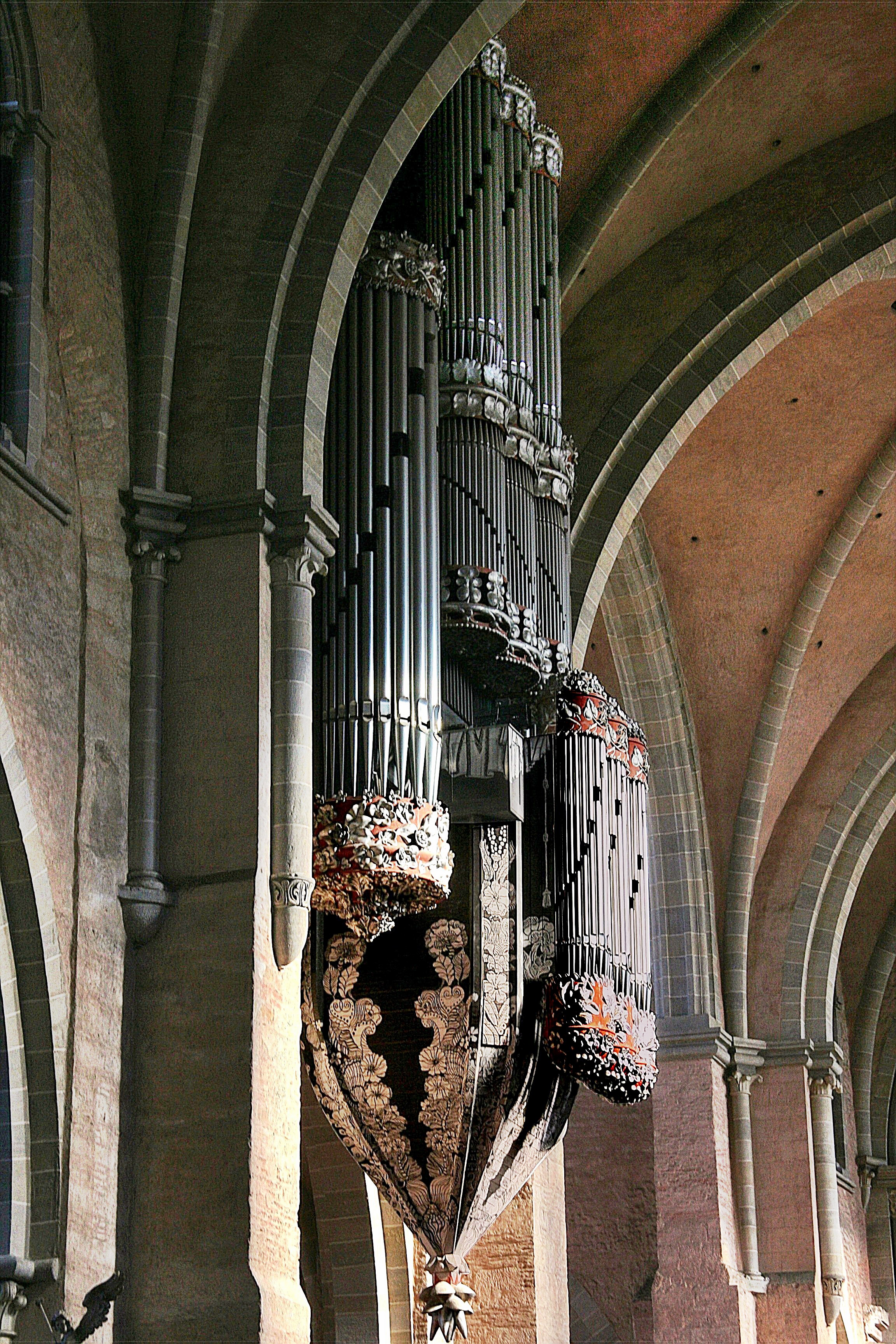
Орган Трирского собора
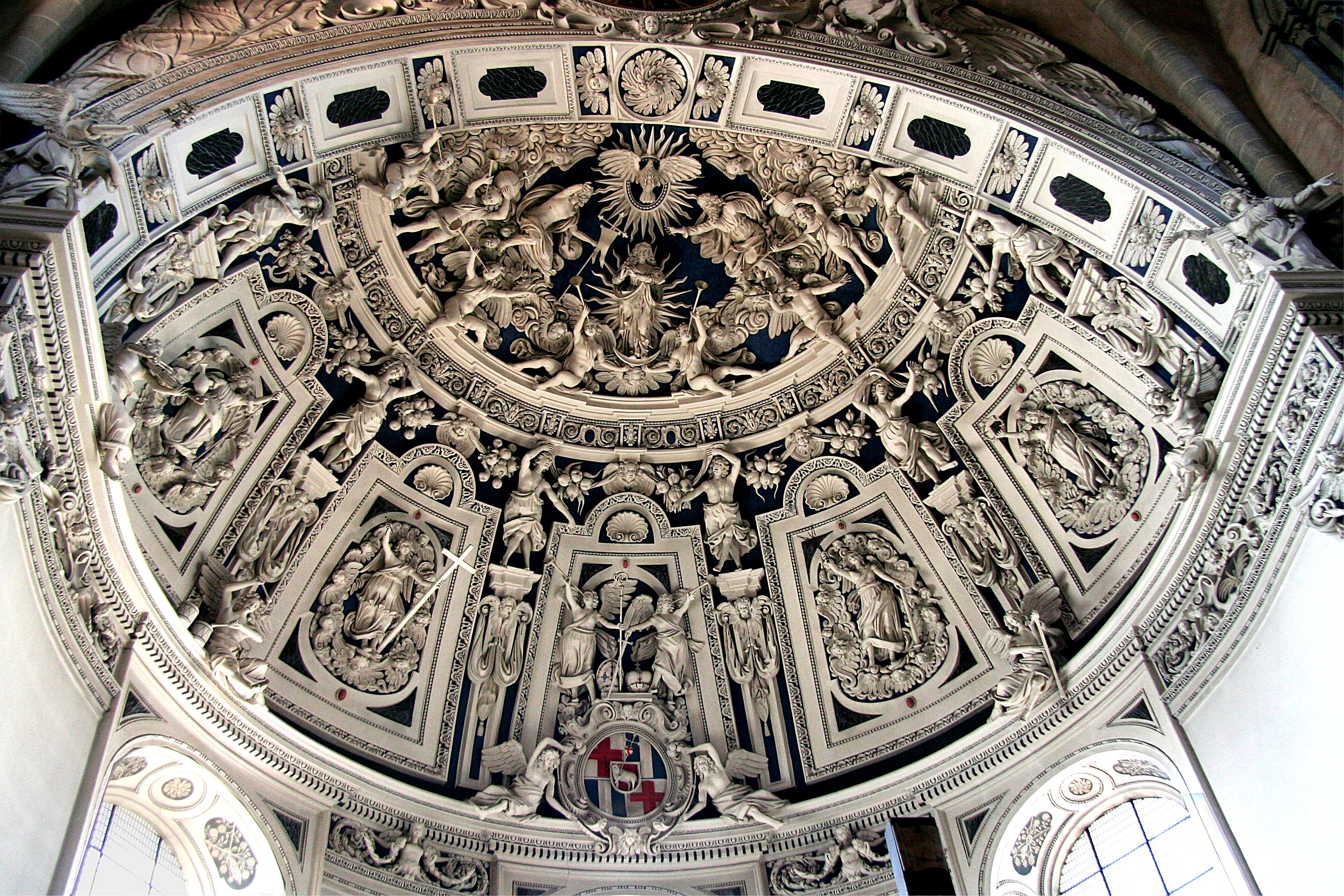
Барочный купол
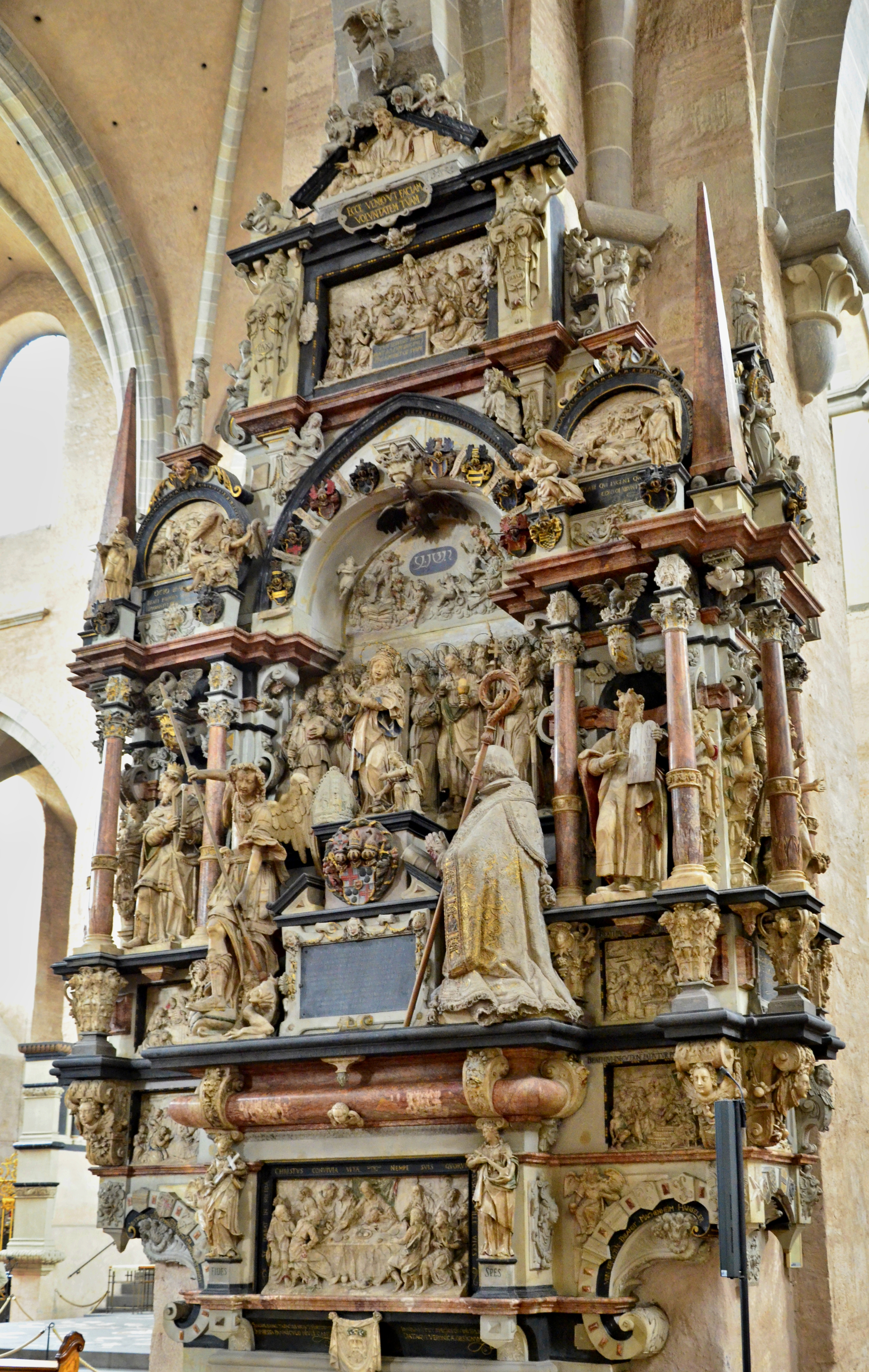
Алтарь Меттерниху[англ.]